# Puchar Sześciu Narodów 2022
Puchar Sześciu Narodów 2022 (2022 Six Nations Championship, a także od nazwy sponsora turnieju, Guinness – 2022 Guinness 6 Nations) – dwudziesta trzecia edycja Pucharu Sześciu Narodów, corocznego turnieju w rugby union rozgrywanego pomiędzy sześcioma najlepszymi europejskimi zespołami narodowymi. Turniej odbył się pomiędzy 5 lutego a 19 marca 2022 roku.
Wliczając turnieje w poprzedniej formie, od czasów Home Nations Championship i Pucharu Pięciu Narodów, była to 128. edycja tych zawodów. W turnieju wzięły udział reprezentacje narodowe Anglii, Francji, Irlandii, Szkocji, Walii i Włoch.
Rozkład gier opublikowano pod koniec kwietnia 2021 roku, zaś sędziowie spotkań zostali wyznaczeni w połowie stycznia roku 2022. Wśród nich był Gruzin Nika Amashukeli, który tym samym został pierwszym arbitrem prowadzącym spotkanie tych zawodów pochodzącym spoza najbardziej rozwiniętych pod względem sportowym krajów.
Zwycięzca meczu zyskiwał cztery punkty, za remis przysługiwały dwa punkty, porażka nie była punktowana, a zdobycie przynajmniej czterech przyłożeń lub przegrana nie więcej niż siedmioma punktami premiowana była natomiast punktem bonusowym. Dodatkowo zdobywca Wielkiego Szlema otrzymałby trzy dodatkowe punkty, by uniknąć sytuacji, że nie wygrałby całych zawodów pomimo pokonania wszystkich rywali.
W ostatniej kolejce Francja prócz tytułu zdobyła także Wielkiego Szlema, Irlandia zapewniła sobie Triple Crown, zaś Włosi przerwali liczącą 36 spotkań serię porażek wygrywając z Walią po raz pierwszy na wyjeździe. Najwięcej punktów w turnieju zdobył Anglik Marcus Smith, trzech zawodników zdobyło zaś po trzy przyłożenia. Z grona trzech zawodników wytypowanych przez organizatorów za najlepszego został ponownie uznany Antoine Dupont. 
Podczas zawodów pięćdziesiąte występy w narodowej reprezentacji zaliczyli Ross Moriarty, Kyle Sinckler, Alex Cuthbert, Ali Price i Braam Steyn, w setnym testmeczu wystąpili zaś Dan Biggar i Jonathan Davies. Alun Wyn Jones w walijskiej reprezentacji rozegrał swój 150 mecz, zaś Ben Youngs wyrównał, a następnie pobił wynoszący dotychczas 114 testmeczów rekord występów w angielskiej reprezentacji Jasona Leonarda.
Sponsorem turnieju czwarty rok była marka Guinness.

## Uczestnicy
W turnieju uczestniczyły:
| Zespół   | Stadion            | Miasto   | Trener          | Kapitan                                   |
| -------- | ------------------ | -------- | --------------- | ----------------------------------------- |
| Anglia   | Twickenham         | Londyn   | Eddie Jones     | Tom Curry Courtney Lawes                  |
| Francja  | Stade de France    | Paryż    | Fabien Galthié  | Antoine Dupont                            |
| Irlandia | Aviva Stadium      | Dublin   | Andy Farrell    | Jonathan Sexton James Ryan Peter O'Mahony |
| Szkocja  | Murrayfield        | Edynburg | Gregor Townsend | Stuart Hogg                               |
| Walia    | Millennium Stadium | Cardiff  | Wayne Pivac     | Dan Biggar                                |
| Włochy   | Stadio Olimpico    | Rzym     | Kieran Crowley  | Michele Lamaro                            |

## Mecze

### Tydzień 1
| 5 lutego 202215:15 | Irlandia                                                                              | 29:7(10:0) | Walia                                   | Aviva Stadium, Dublin Sędzia: Jaco Peyper |
| 5 lutego 202215:15 | Andrew Conway 10 (2P) Garry Ringrose 5 (P) Bundee Aki 5 (P) Jonathan Sexton 9 (3pd K) | 29:7(10:0) | Taine Basham 5 (P) Callum Sheedy 2 (pd) | Aviva Stadium, Dublin Sędzia: Jaco Peyper |
| 5 lutego 202215:15 | Josh Adams                                                                            | 29:7(10:0) |                                         | Aviva Stadium, Dublin Sędzia: Jaco Peyper |

| 5 lutego 202217:45 | Szkocja                                | 20:17(10:6) | Anglia                 | Murrayfield Stadium, Edynburg Sędzia: Ben O’Keeffe |
| 5 lutego 202217:45 | Finn Russell 8 (pd 2K) Ben White 5 (P) | 20:17(10:6) | Marcus Smith 17 (P 4K) | Murrayfield Stadium, Edynburg Sędzia: Ben O’Keeffe |
| 5 lutego 202217:45 | Luke Cowan-Dickie                      | 20:17(10:6) |                        | Murrayfield Stadium, Edynburg Sędzia: Ben O’Keeffe |

| 6 lutego 202216:00 | Francja | 37:10(18:10) | Włochy                                          | Stade de France, Saint-Denis Sędzia: Mike Adamson |
| 6 lutego 202216:00 | Melvyn Jaminet 10 (2pd 2K) Damian Penaud 5 (P) Gabin Villiere 15 (3P) Romain Ntamack 2 (pd) Anthony Jelonch 5 (P) | 37:10(18:10) | Tommaso Menoncello 5 (P) Paolo Garbisi 5 (pd K) | Stade de France, Saint-Denis Sędzia: Mike Adamson |

### Tydzień 2
| 12 lutego 202214:15 | Walia                                     | 20:17(14:14) | Szkocja                                 | Millennium Stadium, Cardiff Sędzia: Nic Berry |
| 12 lutego 202214:15 | Dan Biggar 15 (dg 4K) Tomas Francis 5 (P) | 20:17(14:14) | Darcy Graham 5 (P) Finn Russell 12 (4K) | Millennium Stadium, Cardiff Sędzia: Nic Berry |
| 12 lutego 202214:15 | Finn Russell                              | 20:17(14:14) |                                         | Millennium Stadium, Cardiff Sędzia: Nic Berry |

| 12 lutego 202217:45 | Francja                                                           | 30:24(19:7) | Irlandia                                                                                    | Stade de France, Saint-Denis Sędzia: Angus Gardner |
| 12 lutego 202217:45 | Melvyn Jaminet 20 (pd 6K) Antoine Dupont 5 (P) Cyril Baille 5 (P) | 30:24(19:7) | Mack Hansen 5 (P) Joey Carbery 9 (3pd K) Jamison Gibson-Park 5 (P) Josh van der Flier 5 (P) | Stade de France, Saint-Denis Sędzia: Angus Gardner |

| 13 lutego 202216:00 | Włochy                                                                                              | 0:33(0:21) | Anglia | Stadio Olimpico, Rzym Sędzia: Damon Murphy |
| 13 lutego 202216:00 | Marcus Smith 13 (P 4pd) Jamie George 10 (2P) Maro Itoje 5 (P) Kyle Sinckler 5 (P) Elliot Daly 5 (P) | 0:33(0:21) |        | Stadio Olimpico, Rzym Sędzia: Damon Murphy |

### Tydzień 3
| 26 lutego 202215:15 | Szkocja                                                                             | 17:36(10:19) | Francja | Murrayfield Stadium, Edynburg Sędzia: Karl Dickson |
| 26 lutego 202215:15 | Stuart Hogg 2 (pd) Duhan van der Merwe 5 (P) Finn Russell 5 (pd K) Rory Darge 5 (P) | 17:36(10:19) | Melvyn Jaminet 6 (3pd) Damian Penaud 10 (2P) Gaël Fickou 5 (P) Jonathan Danty 5 (P) Yoram Moefana 5 (P) Paul Willemse 5 (P) | Murrayfield Stadium, Edynburg Sędzia: Karl Dickson |

| 26 lutego 202217:45 | Anglia                                    | 23:19(12:0) | Walia                                                                      | Twickenham Stadium, Londyn Sędzia: Mike Adamson |
| 26 lutego 202217:45 | Marcus Smith 18 (6K) Alex Dombrandt 5 (P) | 23:19(12:0) | Nick Tompkins 5 (P) Josh Adams 5 (P) Dan Biggar 4 (2pd) Kieran Hardy 5 (P) | Twickenham Stadium, Londyn Sędzia: Mike Adamson |
| 26 lutego 202217:45 | Liam Williams                             | 23:19(12:0) |                                                                            | Twickenham Stadium, Londyn Sędzia: Mike Adamson |

| 27 lutego 202216:00 | Irlandia | 57:6(24:6) | Włochy                                     | Aviva Stadium, Dublin Sędzia: Nika Amashukeli |
| 27 lutego 202216:00 | Michael Lowry 10 (2P) James Lowe 10 (2P) Joey Carbery 9 (P 2pd) Jamison Gibson-Park 5 (P) Ryan Baird 5 (P) Peter O'Mahony 5 (P) Kieran Treadwell 5 (P) Jonathan Sexton 8 (4pd) | 57:6(24:6) | Edoardo Padovani 3 (K) Paolo Garbisi 3 (K) | Aviva Stadium, Dublin Sędzia: Nika Amashukeli |
| 27 lutego 202216:00 | Braam Steyn · Hame Faiva | 57:6(24:6) |                                            | Aviva Stadium, Dublin Sędzia: Nika Amashukeli |

### Tydzień 4
| 11 marca 202215:15 | Walia             | 9:13(9:10) | Francja                                        | Millennium Stadium, Cardiff Sędzia: Matthew Carley |
| 11 marca 202215:15 | Dan Biggar 9 (3K) | 9:13(9:10) | Melvyn Jaminet 8 (pd 2K) Anthony Jelonch 5 (P) | Millennium Stadium, Cardiff Sędzia: Matthew Carley |

| 12 marca 202217:45 | Włochy                                                            | 22:33(10:19) | Szkocja                                                                                          | Stadio Olimpico, Rzym Sędzia: Luke Pearce |
| 12 marca 202217:45 | Paolo Garbisi 7 (2pd K) Callum Braley 5 (P) Ange Capuozzo 10 (2P) | 22:33(10:19) | Stuart Hogg 5 (P) Darcy Graham 5 (P) Chris Harris 10 (2P) Sam Johnson 5 (P) Finn Russell 8 (4pd) | Stadio Olimpico, Rzym Sędzia: Luke Pearce |

| 12 marca 202216:00 | Anglia               | 15:32(9:15) | Irlandia                                                                                             | Twickenham Stadium, Londyn Sędzia: Mathieu Raynal |
| 12 marca 202216:00 | Marcus Smith 15 (5K) | 15:32(9:15) | Hugo Keenan 5 (P) James Lowe 5 (P) Jonathan Sexton 12 (3pd 2K) Finlay Bealham 5 (P) Jack Conan 5 (P) | Twickenham Stadium, Londyn Sędzia: Mathieu Raynal |
| 12 marca 202216:00 | Charlie Ewels        | 15:32(9:15) | | Twickenham Stadium, Londyn Sędzia: Mathieu Raynal |

### Tydzień 5
| 19 marca 202215:15 | Walia                                                                 | 21:22(7:12) | Włochy                                              | Stade de France, Saint-Denis Sędzia: Andrew Brace |
| 19 marca 202215:15 | Owen Watkin 5 (P) Josh Adams 5 (P) Dan Biggar 6 (3pd) Dewi Lake 5 (P) | 21:22(7:12) | Edoardo Padovani 11 (P 2K) Paolo Garbisi 11 (pd 3K) | Stade de France, Saint-Denis Sędzia: Andrew Brace |

| 19 marca 202216:45 | Irlandia                                                                                               | 26:5(14:5) | Szkocja               | Millennium Stadium, Cardiff Sędzia: Wayne Barnes |
| 19 marca 202216:45 | Jonathan Sexton 6 (3pd) Cian Healy 5 (P) Dan Sheehan 5 (P) Josh van der Flier 5 (P) Conor Murray 5 (P) | 26:5(14:5) | Pierre Schoeman 5 (P) | Millennium Stadium, Cardiff Sędzia: Wayne Barnes |
| 19 marca 202216:45 | Ben White                                                                                              | 26:5(14:5) |                       | Millennium Stadium, Cardiff Sędzia: Wayne Barnes |

| 19 marca 202221:00 | Francja                                                                               | 25:13(18:6) | Anglia                                       | Aviva Stadium, Dublin Sędzia: Jaco Peyper |
| 19 marca 202221:00 | Melvyn Jaminet 10 (2pd 2K) Gaël Fickou 5 (P) Antoine Dupont 5 (P) Francois Cros 5 (P) | 25:13(18:6) | Freddie Steward 5 (P) Marcus Smith 8 (pd 2K) | Aviva Stadium, Dublin Sędzia: Jaco Peyper |